# Черемушне
Черемушне — селище в Україні, у Зміївській міській громаді Чугуївського району Харківської області. Населення становить 289 осіб. До 2020 орган місцевого самоврядування — Зідьківська селищна рада.

## Географія

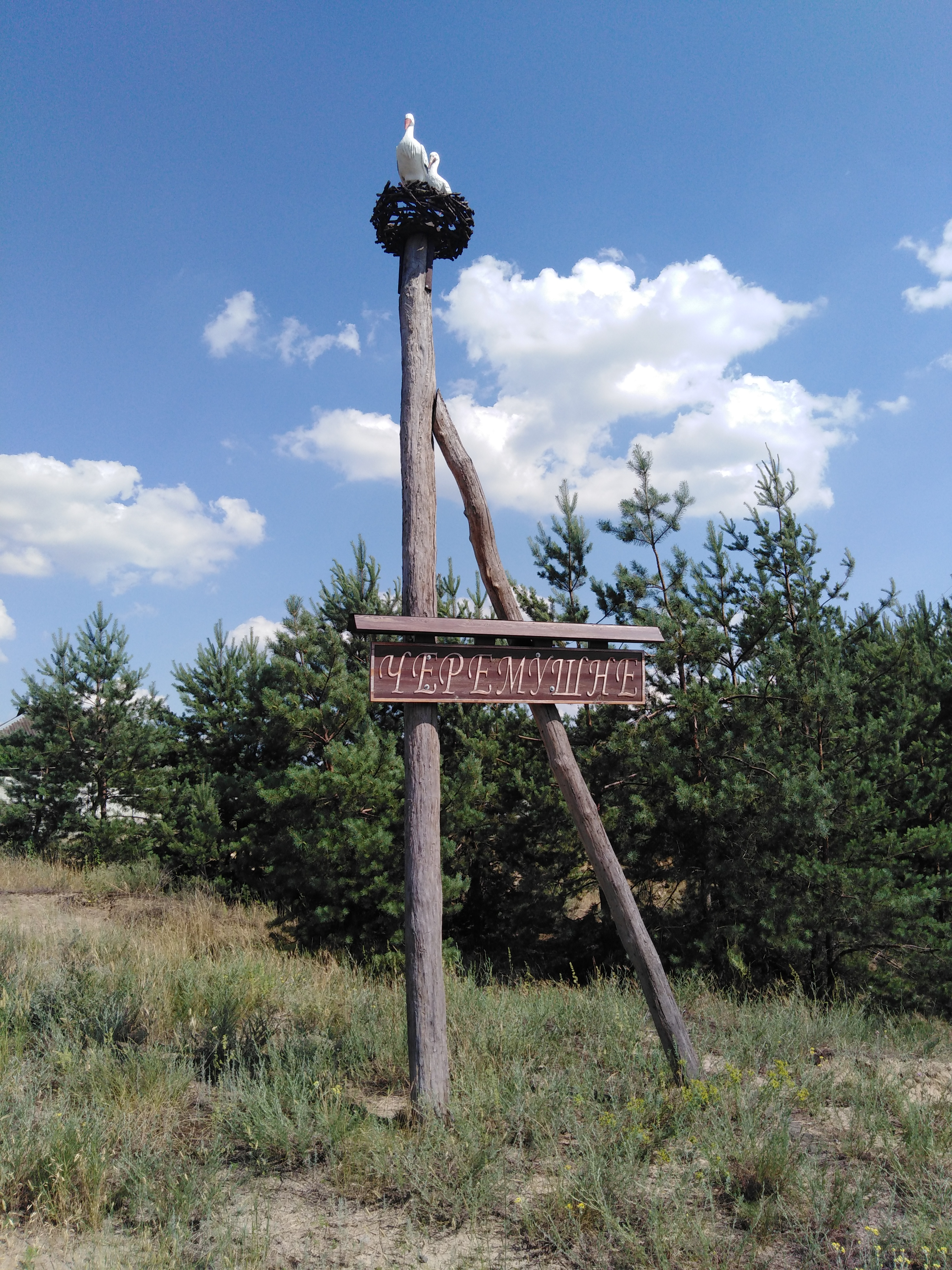
Вказівник початку селища (зі сторони Зідьок)

Селище Черемушне знаходиться на правому березі річки Сіверський Донець, вище за течією за 7 км розташоване село Мохнач, нижче за течією примикає до селища Зідьки, на протилежному березі — село Курортне. Русло річки звивисте, на ньому багато лиманів і заболочених озер. У селі є залізнична станція Геніївка. До села примикає невеликий лісовий масив (сосна).

## Історія
Село вперше згадується у 1716 році.

Черемушне на мапі 1864 року

За даними на 1864 рік у казенному селі Замостянської волості Зміївського повіту, мешкало 335 осіб (169 чоловічої статі та 166 — жіночої), налічувалось 91 дворове господарство.
За переписом 1897 року кількість мешканців зросла до 555 осіб (275 чоловічої статі та 280 — жіночої), з яких всі — православної віри.
12 червня 2020 року, відповідно до Розпорядження Кабінету Міністрів України  № 725-р «Про визначення адміністративних центрів та затвердження територій територіальних громад Харківської області», увійшло до складу Зміївської міської громади.
19 липня 2020 року, в результаті адміністративно-територіальної реформи та ліквідації Зміївського району, село увійшло до складу Чугуївського району Харківської області.

## Населення

### Мова
Розподіл населення за рідною мовою за даними перепису 2001 року:
| Мова            | Кількість | Відсоток |
| --------------- | --------- | -------- |
| українська      | 274       | 94.81%   |
| російська       | 13        | 4.50%    |
| інші/не вказали | 2         | 0.69%    |
| Усього          | 289       | 100%     |

## Об'єкти соціальної сфери
- Школа.

## Персоналії
Уродженцем селища є Ковтун Григорій Іванович (1922—1944) — учасник миколаївського десанту, Герой Радянського Союзу.